# Fuente del Arco
Fuente del Arco ist ein südwestspanisches Dorf und eine Gemeinde (municipio) mit 660 Einwohnern (Stand: 2024) im Süden der Provinz Badajoz in der Autonomen Gemeinschaft Extremadura.

## Lage und Klima
Der etwa 585 m hoch gelegene Ort Fuente del Arco liegt etwa 130 Kilometer südöstlich von  Badajoz. Das Klima ist gemäßigt bis warm; Regen (ca. 454 mm/Jahr) fällt überwiegend im Winterhalbjahr.

## Bevölkerungsentwicklung
| Jahr      | 1970 | 1981 | 1991 | 2001 | 2011 | 2021 |
| Einwohner | 2003 | 1035 | 914  | 782  | 740  | 681  |

Aufgrund der zunehmenden Mechanisierung der Landwirtschaft, der Aufgabe bäuerlicher Kleinbetriebe („Höfesterben“) und dem daraus entstandenen Mangel an Arbeitsplätzen wanderten viele Familien und Einzelpersonen seit der Mitte des 20. Jahrhunderts in die größeren Städte ab („Landflucht“).

## Sehenswürdigkeiten
- Kirche Mariä Himmelfahrt (Iglesia de Nuestra Señora de la Asunción)
- Marienkapelle

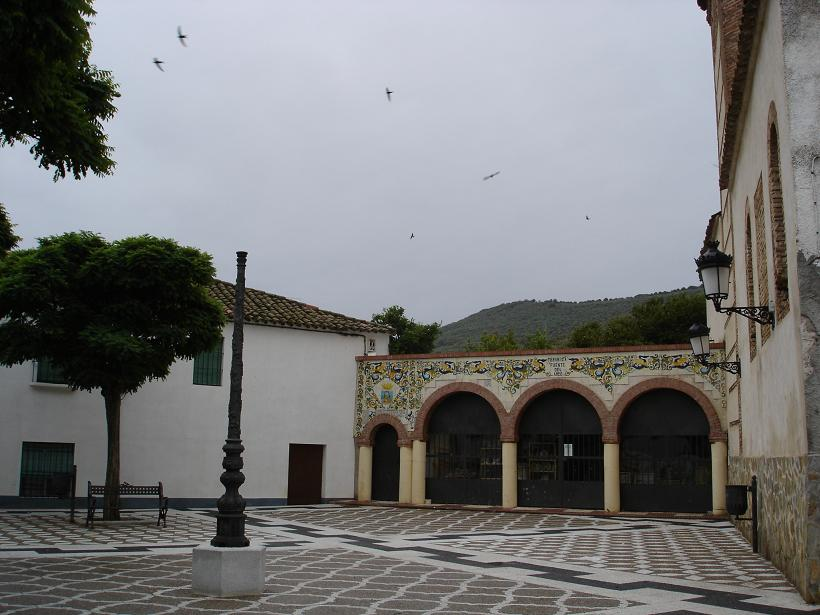
Platzanlage
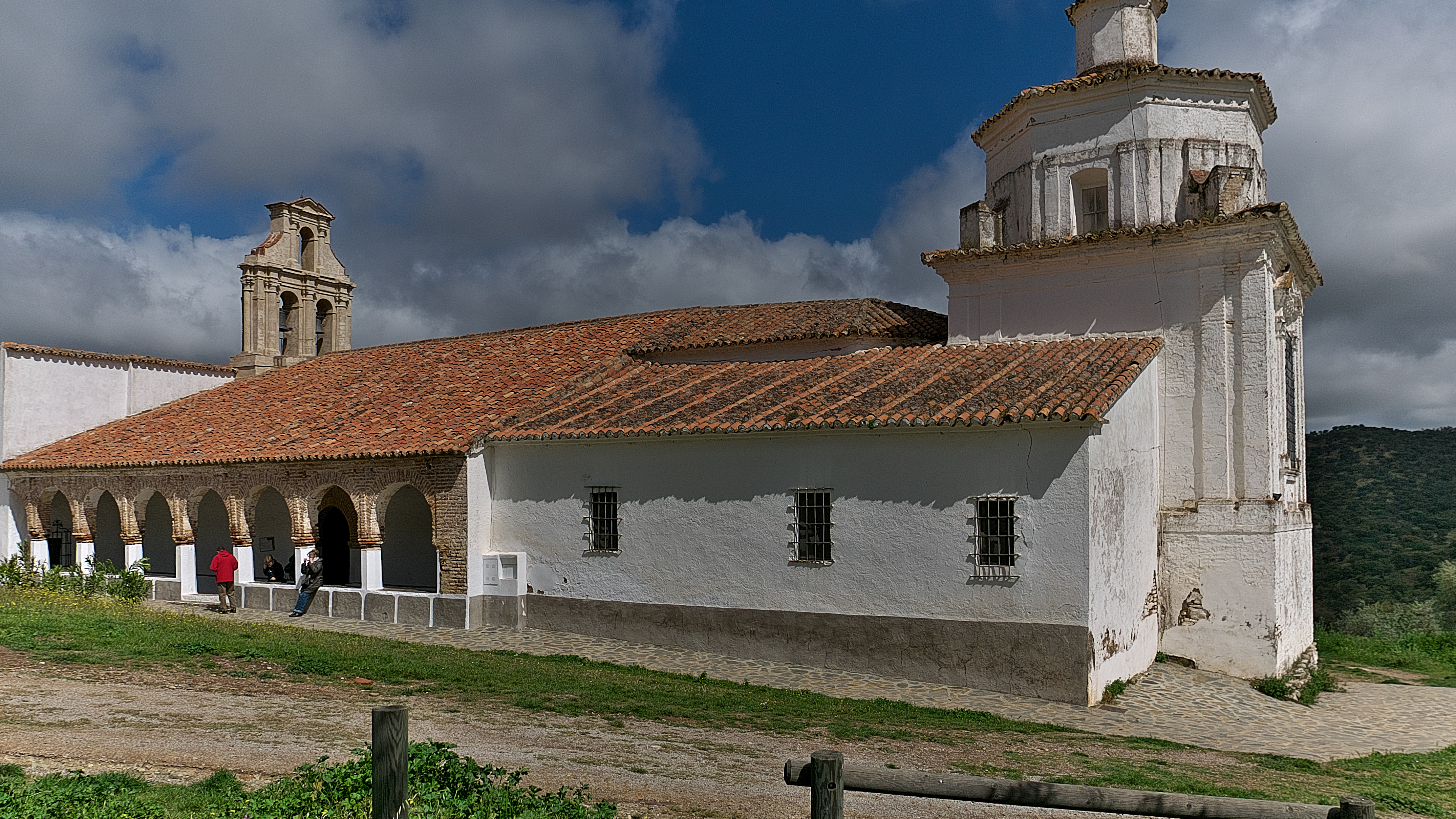
Marienkapelle

- Platzanlage
- Marienkapelle